# Dunmore
Ne doit pas être confondu avec Dunmore (Alberta).
Dunmore est un borough des États-Unis, en Pennsylvanie. Il fait partie du comté de Lackawanna. Sa population était de 14 057 habitants au recensement de 2010.

## Histoire
Le premier homme blanc à mettre le pied sur le sol actuel de Dunmore est le missionnaire Nikolaus Ludwig von Zinzendorf de Saxe (1742).
Le territoire qui comprend Dunmore a été acheté aux indigènes en 1754 par la Susquehanna Company du Connecticut et est devenu le canton de Providence. Les premiers colons de la région de Dunmore sont arrivés en 1771 et sont originaires du Connecticut. William Allsworth y fonda une auberge en 1783. À l'été 1795, Charles Dolph, John Carey et John West ont commencé à défricher et à labourer des terres dans le quartier de «Bucktown» ou «Corners».
Le village, qui se composait de quatre maisons, a vécu une existence sombre jusqu'à ce qu'en 1847-1848 la Pennsylvania Coal Company en fasse une colonie croissante et diversifiée. Dunmore a été desservie par l ' Interurban Lackawanna and Wyoming Valley Railroad de 1903 à 1945.
En 1875, le canton de Providence a été dissous et le pays divisé en diverses petites communautés et villes, dont Dunmore. Désormais, Dunmore est un arrondissement bordant la ville de Scranton.

## Démographie
Selon une estimation de 2019, Dunmore abrite 12 954 personnes. La population se répartit  en 92,6 % de blancs , 1,3 % d'afro-américains , 0,1 % d'amérindiens, 4,3 % d'asiatiques, 0,1 % d'océaniens et 0,4 % de deux ethnies ou plus. Les Hispaniques ou Latinos de toutes les ethnies représentaient 4,7% de la population. Le revenu médian des ménages était de 59 806 $ et le taux de pauvreté de 10,6 %.